# Chamaepsila
Chamaepsila là một chi ruồi trong họ Psilidae.

## Các loài
Phân chi Chamaepsila Hendel, 1917
- - C. atra (Meigen, 1826)
  - C. bicolor (Meigen, 1826)
  - C. buccata (Fallén, 1826)
  - C. clunalis (Collin, 1944)
  - C. humeralis (Zetterstedt, 1847)
  - C. limbatella (Zetterstedt, 1847)
  - C. luteola (Collin, 1944)
  - C. nigra (Fallén, 1820)
  - C. nigricornis (Meigen, 1826)
  - C. pallida (Fallén, 1820)
  - C. persimilis (Wakerley, 1959)
  - C. rosae (Fabricius, 1794)

Phân chi Tetrapsila Frey, 1925
- - C. obscuritarsis (Loew, 1856)